# Кришталеві вершини
«Кришталеві вершини» (рос. Хрустальные вершины) — російськомовний телесеріал 2021 року знятий в Україні. 8-серійний фільм створено кінокомпанією «Ivory films» на замовлення ТРК «Україна». Режисером-постановником стала Олена Райнер.
В Україні серіал вийшов на телеканалі ТРК Україна 10 травня 2021 року.

## Синопсис
Аби покинути свою маленьку батьківщину, а хлопець проживає у невеличкому селі в горах, Влад Рудич хоче вступити до економічного закладу вищої освіти. Цю думку не підтримують у родині. Так, категорично проти його старший брат Степан. Однієї ночі у раптовій пожежі в сімейному будинку він гине. Відразу ж свідки звертають увагу на сварку братів, що трапилась напередодні Тому односельці і підозрюють Владислава у підпалі та вбивстві. хлопцю вдалося довести свою невинуватість, але й винних не знайшли, тому через відсутність доказів справу закрили. Тому він реалізував свою мрію та переїхав до міста.
Тому події у серіалі розвиваються у двох локаціях: у місті та в екстремальних умовах у горах.
Одного разу Влад захищає дівчину Лізу Каменєву від хуліганів. Вони знайомляться, а згодом одружуються. Її також не підтримувала родина у бажанні стати художником, тому вона втекла з дому. 
Молода родина має прекрасний будинок, але Владу та Лізі доведеться пережити нелегкі випробування.

## У ролях
Головні
- Валерія Мельник — Ліза Каменєва (головна роль)
- Гаврило Федотов

Повторювані
- Олександр Нікітін
- Гліб Михайличенко
- Слава Красовська — мачуха Лізи
- Віктор Жданов — дід Лавруша
- Ніна Набока — Галина
- Віталій Салій
- Андрій Самінін
- Інна Капінос
- Ігор Денисов
- Сергій Фролов — лікар
- Єлизар Назаренко — Богдан
- Роман Кондратюк — Степан, 10 років
- Вікторія Відок — Катерина, секретарка

## Фільмування
Зйомки стрічки проходили у лютому-квітні 2021 року у Києві, Київській області, а також у Карпатах. Під час снігової заметілі зйомки понад тиждень тривали на одній з вершин хребта Чорногора – горі Дземброня на висоті 1877 метрів. Вона розташована на межі Івано-Франківської та Закарпатської областей.
|  | «Найскладнішими були всі ті сцени, які знімали на вулиці при мінус 20 градусів, – розповіла Слава Красовська. – Ти не дуже тепло одягнений, а потрібно примудритися вимовити всі слова, при тому що губи відмерзають. Я це завжди називаю: «Хотіла бути артисткою – маєш». |